# Tereza Poljanič
Tereza Poljanič (tudi Poljanić), hrvaško-slovenska blogerka, televizijska voditeljica in avtorica kuharskih knjig, * 17. september 1990
Od septembra 2015 je vodila tri sezone kuharske oddaje Zdravo, Tereza! na POP TV. Izdala je tri istoimenske kuharske knjige.    
V reviji Škandal 24 je imela svojo kuharsko rubriko. Piše blog Tereza's Choice. Pred njim je imela blog Teresamisu, ki je bil izbran za tretji najbolj zdrav blog v akciji revije Zarja. Na temo blogerstva je tudi diplomirala iz komunikologije na Fakulteti za družbene vede v Ljubljani. Po njenem mnenju imajo slovenska podjetja in oglaševalci blog za razliko od televizije še vedno za drugorazreden medij.
Krajši čas je delala v marketingu, nato se je začela ukvarjati s kuhanjem. Leta 2017 je z vegansko potico tekmovala na Festivalu velikonočne slovenske potice na Otočcu. Na ljubljanskem Vegafestu 2017 je z Jadranko Juras izbrala restavracijo, ki je pripravila najboljšo vegansko jed. V ZDA se je izobraževala na področju presnega veganstva. Sanje o lastni restavraciji je opustila zaradi negativnih plati tega posla in ostala pri delavnicah. Na Novo Zelandijo je sledila svojemu očetu, po katerem je dobila državljanstvo. Zavrača splošno mnenje, da je to popolna dežela, saj ima tam monopol eno mlekarsko podjetje, surovega mleka ni možno dobiti, najboljša hrana gre v izvoz, domačini pa »ostanek« drago plačujejo.
Je zagovornica sezonske, neindustrijsko in lokalno pridelane ter enostavno pripravljene hrane. V sodelovanju s podjetjem Organa ima svojo linijo prehranskih izdekov, za katero je prispevala recepture. Prispevala je recepte za blog podjetja Beko. Pojavila se je v prospektu podjetja Gorenje. Bila je žirantka pri kuharskem projektu Kuhnapato Anke Kocmur. Je zastopnica materinega zavoda Media ples.

### Zasebno
Njena starša sta hrvaški dirigent Antun Poljanić in novinarka Barbara Drnač. Ločila sta se, ko je bila stara pet let. Tereza ima po očetu mlajšega polbrata. Obiskovala je Dramsko šolo Barice Blenkuš, v gimnaziji pa se je ukvarjala z improvizacijskim gledališčem.